# Aco (Concepción)
Aco é um distrito da província de Concepción, localizado do Departamento de Junín, Peru.

## Transporte
O distrito de Aco não é servido pelo sistema de estradas terrestres do Peru.